# Lieucourt
Lieucourt ist eine Gemeinde im französischen Département Haute-Saône in der Region Bourgogne-Franche-Comté.

## Geographie
Lieucourt liegt auf einer Höhe von 217 m über dem Meeresspiegel, neun Kilometer nordnordöstlich von Pesmes und etwa 33 Kilometer westnordwestlich der Stadt Besançon (Luftlinie). Das Dorf erstreckt sich im Süden des Départements, östlich der Saôneebene auf dem Plateau nördlich der Niederung des Baches Rèsie.
Die Fläche des 4,80 km² großen Gemeindegebiets umfasst einen Abschnitt der leicht gewellten Landschaft zwischen den Talebenen von Ognon im Süden und Saône im Norden. Der zentrale Teil des Gebietes wird von einem Plateau eingenommen, das durchschnittlich auf 220 m liegt. Es ist aus tertiären Sedimenten aufgebaut und wird überwiegend landwirtschaftlich genutzt. Nach Süden reicht der Gemeindeboden bis in die Niederung der Résie, die für die Entwässerung nach Westen zum Ognon sorgt. Im Norden erstreckt sich das Gemeindeareal in das ausgedehnte Waldgebiet des Bois Dame, in dem mit 248 m die höchste Erhebung von Lieucourt erreicht wird. Ganz im Norden reicht das Gebiet in das Einzugsgebiet der Ténise (linker Zufluss der Saône).
Nachbargemeinden von Lieucourt sind Le Tremblois, Noiron und Arsans im Norden, Valay im Osten sowie Vadans im Südwesten.

## Geschichte
Überreste eines gallorömischen Landgutes weisen darauf hin, dass das Gemeindegebiet von Lieucourt schon sehr früh besiedelt war. Im Mittelalter gehörte Lieucourt zur Freigrafschaft Burgund und darin zum Gebiet des Bailliage d’Amont. Die lokale Herrschaft hatte die im 12. Jahrhundert erwähnte Familie Leucort inne. Zusammen mit der Franche-Comté gelangte das Dorf mit dem Frieden von Nimwegen 1678 definitiv an Frankreich. Heute ist Lieucourt Mitglied des 18 Ortschaften umfassenden Gemeindeverbandes Communauté de communes du Val de Pesmes.

## Sehenswürdigkeiten

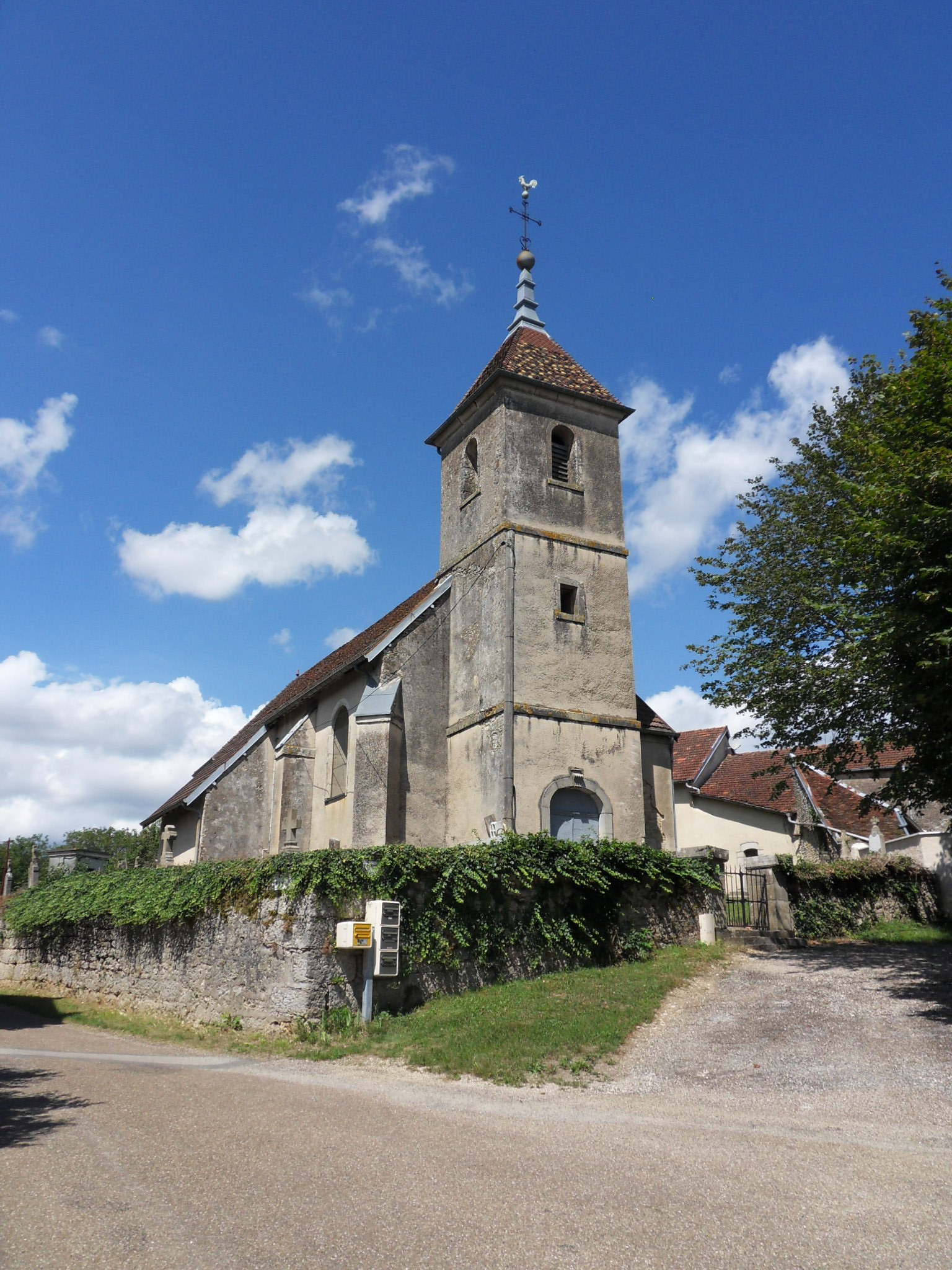
Kirche Saint-Étienne

Die Dorfkirche Saint-Étienne in Lieucourt wurde im 18. Jahrhundert erbaut und besitzt eine reiche Ausstattung aus dieser Zeit. 
Das überdachte Lavoir aus dem 19. Jahrhundert, ehemals Waschhaus und Viehtränke, wurde 1997 restauriert.

## Bevölkerung
| Jahr                       | 1962 | 1968 | 1975 | 1982 | 1990 | 1999 |
| Einwohner                  | 55   | 57   | 37   | 42   | 47   | 50   |
| Quellen: Cassini und INSEE |      |      |      |      |      |      |

Mit 74 Einwohnern (2007) gehört Lieucourt zu den kleinsten Gemeinden des Département Haute-Saône. Nachdem die Einwohnerzahl in der ersten Hälfte des 20. Jahrhunderts deutlich abgenommen hatte (1896 wurden noch 130 Personen gezählt), wurde seit Mitte der 1970er Jahre wieder ein kontinuierliches Bevölkerungswachstum verzeichnet.

## Wirtschaft und Infrastruktur
Lieucourt war bis weit ins 20. Jahrhundert hinein ein vorwiegend durch die Landwirtschaft (Ackerbau, Obstbau und Viehzucht) und die Forstwirtschaft geprägtes Dorf. Außerhalb des primären Sektors gibt es nur wenige Arbeitsplätze im Dorf. Einige Erwerbstätige sind auch Wegpendler, die in den größeren Ortschaften der Umgebung ihrer Arbeit nachgehen.
Die Ortschaft liegt abseits der größeren Durchgangsachsen an einer Departementsstraße, die von Valay nach Le Tremblois führt. Weitere Straßenverbindungen bestehen mit Arsans und Vadans.